# 小泉駅
小泉駅（こいずみえき）は、岐阜県多治見市小泉町一丁目にある、東海旅客鉄道（JR東海）太多線の駅である。駅番号はCI06。

## 歴史
- 1918年（大正7年）12月28日：東濃鉄道（初代）新多治見駅 - 広見駅間の開通と同時に開業[2]。旅客営業のみ[2]。
- 1919年（大正8年）8月13日：貨物の取扱を開始[2]。
- 1926年（大正15年）9月25日：東濃鉄道の国有化により鉄道省太多線の駅となる[2]。
- 1928年（昭和3年）10月1日：改軌新線開業により現在地に移転[2]。
- 1972年（昭和47年）
  - 3月15日以降：業務委託化[3]。
  - 5月1日：貨物の取扱を廃止[2]。
- 1987年（昭和62年）4月1日：国鉄分割民営化に伴い、JR東海の駅となる[2]。
- 2010年（平成22年）3月13日：ICカード「TOICA」の利用が可能となる[4]。

## 駅構造
国鉄時代に交換設備を撤去していたが1989年（平成元年）に復活し、相対式ホーム2面2線となっている。また、保線用の側線がある。駅舎は美濃太田方面ホームに面しており、多治見方面ホームへは跨線橋で連絡している。
東海交通事業の職員が業務を担当する業務委託駅で、多治見駅が当駅を管理している。早朝・夜間は無人となる。JR全線きっぷうりばが設置されている。
TOICAの利用可能エリア内のため、交通系ICカードが利用できる。当駅は簡易改札機による対応となっている。

### のりば
| 番線 | 路線      | 方向 | 行先               |
| ---- | --------- | ---- | ------------------ |
| 1    | CI 太多線 | 下り | 可児・美濃太田方面 |
| 2    | CI 太多線 | 上り | 多治見方面         |

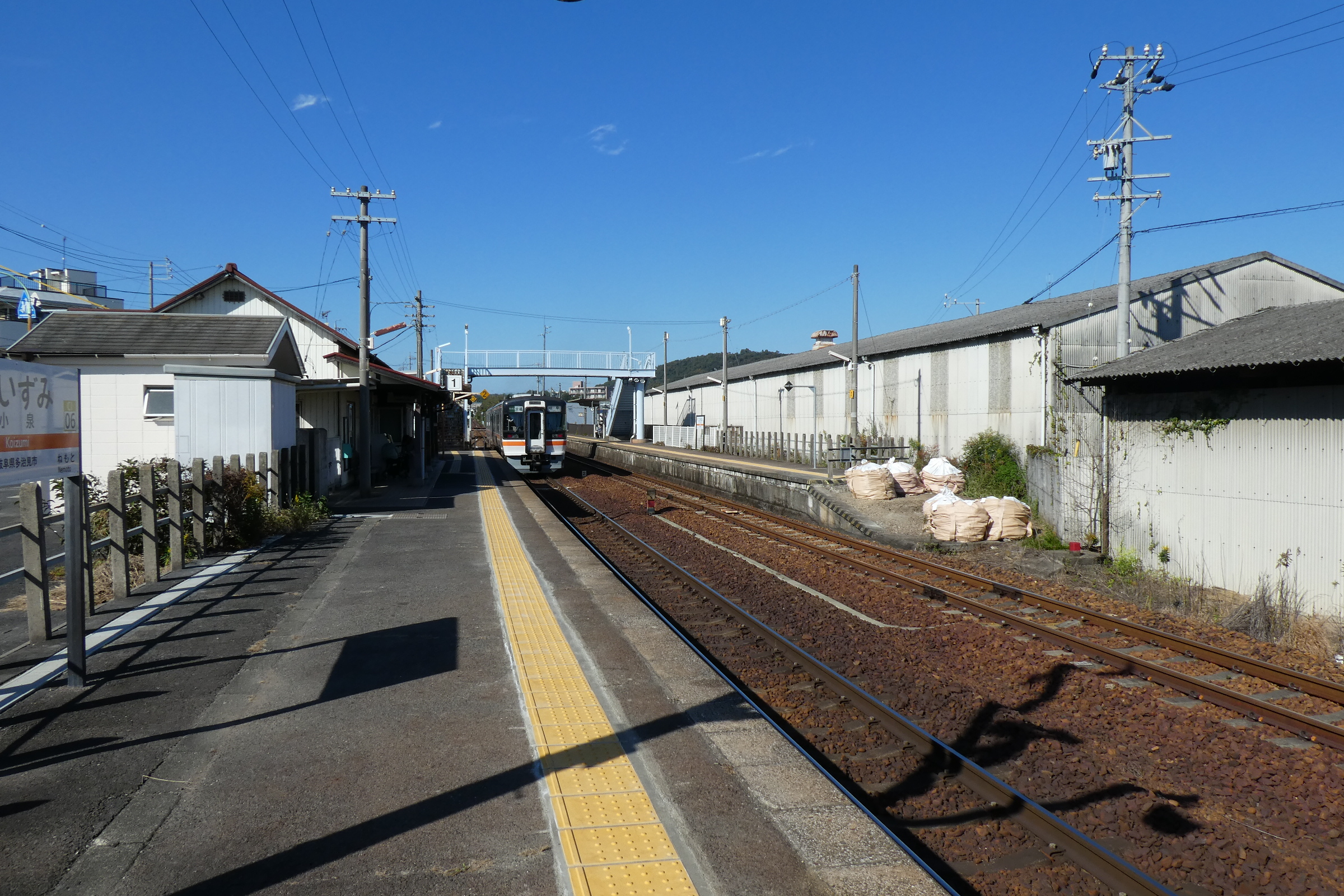
ホーム
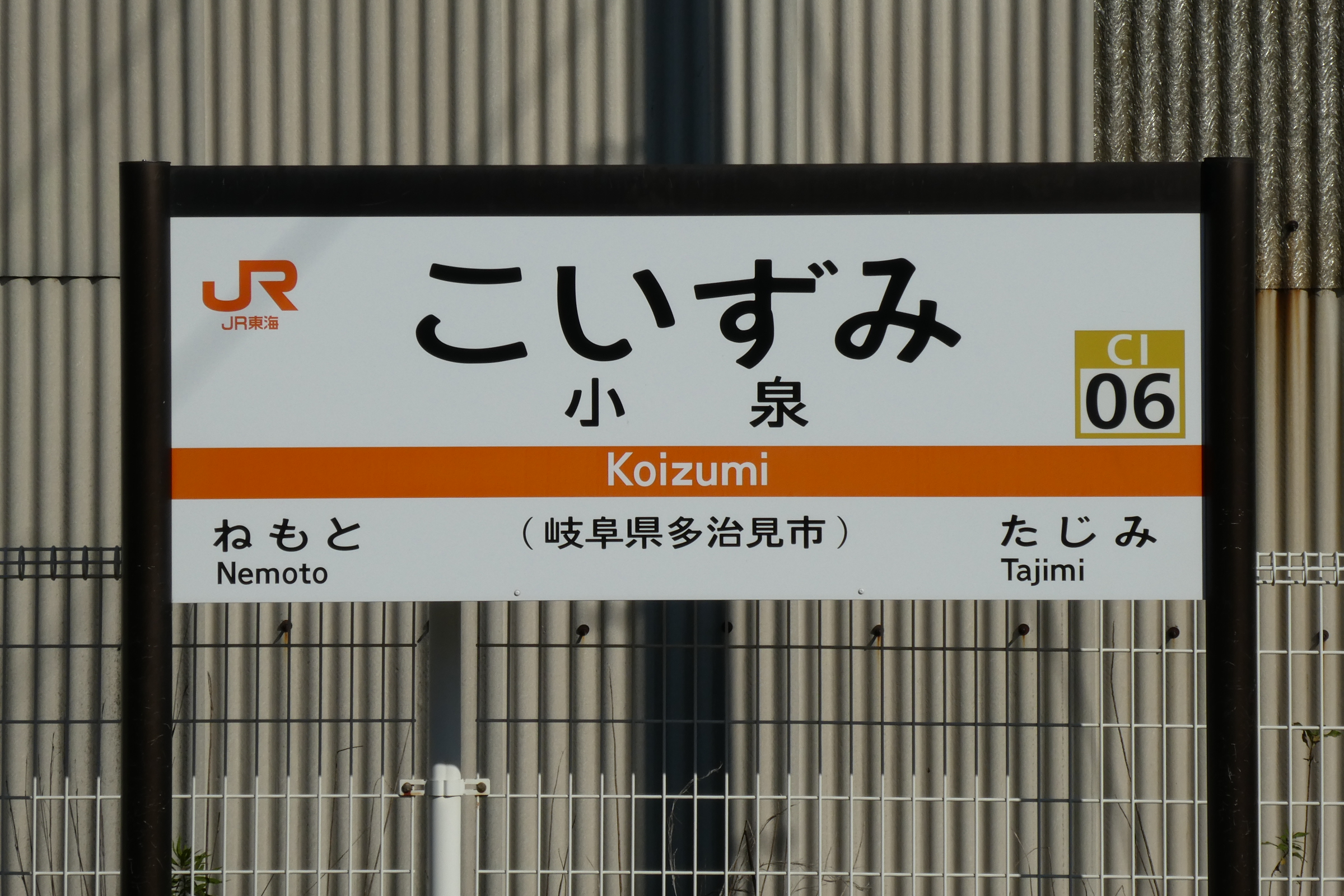
駅名標

## 利用状況
「岐阜県統計書」および「統計たじみ」によると、近年の1日平均乗車人員は以下の通りである。多治見西高校のすぐそばに位置するため、高校生の利用者も多い。
| 年度   | 1日平均 乗車人員 |
| ------ | ---------------- |
| 1998年 | 1,599            |
| 1999年 | 1,539            |
| 2000年 | 1,540            |
| 2001年 | 1,423            |
| 2002年 | 1,337            |
| 2003年 | 1,344            |
| 2004年 | 1,366            |
| 2005年 | 1,376            |
| 2006年 | 1,363            |
| 2007年 | 1,324            |
| 2008年 | 1,335            |
| 2009年 | 1,245            |
| 2010年 | 1,268            |
| 2011年 | 1,253            |
| 2012年 | 1,262            |
| 2013年 | 1,250            |
| 2014年 | 1,239            |
| 2015年 | 1,290            |
| 2016年 | 1,337            |
| 2017年 | 1,345            |
| 2018年 | 1,342            |

## 駅周辺
- 多治見市役所小泉事務所
- JAとうと小泉支店
- 多治見小泉郵便局
- 多治見市立小泉小学校
- 多治見市立小泉中学校
- 多治見西高等学校・附属中学校
- 多治見インターモール
  - ロピア 多治見店（2024年1月30日オープン）
- 中央自動車道多治見IC
- 国道248号

## 隣の駅
東海旅客鉄道（JR東海）
CI 太多線
多治見駅 (CI07) - 小泉駅 (CI06) - 根本駅 (CI05)